# Janusz Włodarski
Janusz Włodarski (ur. 13 czerwca 1921 w Poznaniu, zm. 17 listopada 1942 w Łodzi w więzieniu na Radogoszczu) – harcerz, instruktor ZHP w stopniu podharcmistrza, artysta, konspirator oraz członek Szarych Szeregów. Drużynowy 3 Łódzkiej Drużyny Harcerzy w latach 1939–1942.

## Dzieciństwo
Był synem Franciszka Włodarskiego (1889-1944) i Janiny Włodarskiej, z domu Gorzkowskiej (1898-1979). Jego ojciec był matematykiem, matka nauczycielką. Jego bratem był Ziemowit Włodarski (1925-2014).
Urodził się w Poznaniu, tam spędził pierwsze lata swojego życia. Następnie przeprowadził się do Łodzi, gdzie uczęszczał do szkoły podstawowej przy ulicy Staszica. Od wczesnego dzieciństwa wykazywał się wybitnymi uzdolnieniami plastycznymi, planował również wyjechać do Krakowa w celu rozpoczęcia nauki na ASP. Świadectwo maturalne uzyskał w 1939 r. w łódzkim I Państwowym Liceum i Gimnazjum im. Mikołaja Kopernika. Po wybuchu wojny działał w Pogotowiu Harcerzy jako drużynowy w 3 ŁDH, w której od czasu nauki w gimnazjum zdobywał doświadczenie, stopnie i sprawności oraz brał udział w wielu obozach.

## Studia
Podjął naukę w Pedagogium w Łodzi, która charakteryzowała się wysokim poziomem nauki z uwzględnieniem zdolności artystycznych. Skierowana głównie na absolwentów szkół średnich oraz nauczycieli. Jego przygoda z wyższymi studiami zakończyła się wraz z zamknięciem szkoły przez okupantów w 1940 roku, kiedy to rozpoczął działalność konspiracyjną w 3 ŁDH.

## Działalność konspiracyjna
W tym samym roku rodzina Włodarskiego została wysiedlona do Generalnego Gubernatorstwa, on sam jednak pozostał w Łodzi związany z działaniami konspiracyjnymi. Nie miał stałego pobytu zamieszkania i nocował u przyjaciół. Mógł wspólnie z nimi zajmować się podziemnymi akcjami zorganizowanymi przez Chorągiew Łódzką Szarych Szeregów, m.in. druk ulotek, prace wywiadowcze czy sabotaże. Jednym z ważniejszych zadań Włodarskiego było zdobywanie recept od lekarzy, które, pod fałszywymi nazwiskami, kupował w aptekach niemieckich i rozdawał potrzebującym mieszkańcom Łodzi.
Kolejnym ważnym punktem działalności Włodarskiego była tajna szkoła przy ulicy Batorego 66. Założył ją wspólnie z harcmistrzynią Antoniną Chrzczonowicz. Miejsce to było ważnym punktem rozwojowym dla dzieci, realizowano tam program szkoły podstawowej. Zajęcia były regularne, Włodarski prowadził lekcje świetlicowe oraz uczył rysunku. Rozwijano w dzieciach również poczucie patriotyzmu i edukację obywatelską. Placówka ta nie była jedynym miejscem, w którym udzielał się naukowo Włodarski, brał udział również w tajnych kompletach złożonych z harcerzy.

## Aresztowanie i śmierć
30 grudnia 1941 roku znaleziono przy Włodarskim sfałszowane recepty oraz konspiracyjną prasę. Został aresztowany, poddany śledztwu i torturom. Przebywał najpierw w więzieniu przy ulicy Kopernika w Łodzi, przesłuchania odbywały się przy ul. Anstadta, w siedzibie Gestapo. Zimą został przetransportowany do więzienia na Radogoszczu, potem przebywał w więzieniu przy ul. Sterlinga 16. 17 listopada 1942 roku zmarł w wyniku tortur. Pośmiertnie odznaczony Krzyżem Walecznych.

## Twórczość
Janusz Włodarski pozostawił po sobie dziedzictwo plastyczne i literackie. Zachowały się jego dzieła, ok. 180 prac wykonanych na kartonie oraz kilka rzeźb. Ocalało również ok. 40 utworów poetyckich, które cechowała niezwykła wrażliwość oraz oryginalność obrazowania autora.